# Tobias Rank

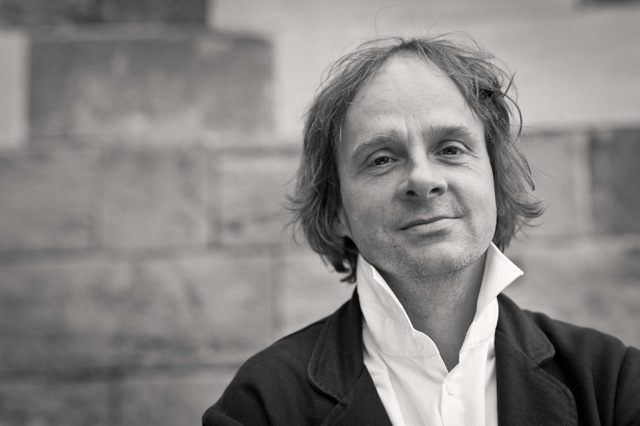
Tobias Rank

Tobias Rank (* 3. April 1968 in Leipzig) ist ein deutscher Pianist und Komponist.

## Leben
Tobias Rank verlebte seine Kindheit in Leipzig. Von 1984 bis 1990 studierte er dort an der Hochschule für Musik „Felix Mendelssohn Bartholdy“ die Fächer Klavier, Komposition, Cembalo und Improvisation. In diesen und folgenden Jahren galt sein besonderes Interesse den unterschiedlichen Ausdrucksweisen und Spielarten der Neuen Musik. Es entstanden erste Chor- und Liedkompositionen.
Prägend für Ranks musikalische Entwicklung waren seine Tätigkeiten als Bühnenmusikkomponist und Bühnenmusiker an Sprechtheatern in Leipzig, Halle/Saale und Erfurt sowie seine Beschäftigung mit Chanson, Stummfilmmusik, Weltmusik und Literatur. Die meisten Kompositionen von Tobias Rank sind Vertonungen romantischer oder zeitgenössischer Lyrik. Mit der Band Puella Turbata gab er Konzerte in Deutschland, als Solopianist hatte Rank Einladungen nach Mexiko und Südostasien.
1999 gründete Tobias Rank zusammen mit Gunthard Stephan das Wanderkino Laster der Nacht. Mit einem eigens dafür hergerichteten Oldtimer-Feuerwehrfahrzeug ist das mobile Kino in Europa unterwegs. Die Aufführungen finden zumeist Open Air in den Sommermonaten statt. Alte und neue Stummfilme verschiedener Genres werden mit 16-mm-Vorführtechnik projiziert und live mit Violine und Klavier begleitet.
2007 komponierte Rank im Auftrag der Kulturstiftung des Bundes den Liederzyklus Über den Jägern jagt der grössere Hund nach Texten von Peter Huchel.
Von 1992 bis 2013 war Tobias Rank als Dozent für Klavier und Liedgestaltung an der Hochschule für Musik und Theater Leipzig tätig. Kurse und Vorlesungen hielt er an der Theaterakademie Sachsen sowie an Universitäten und Instituten in Hamburg, Kopenhagen, Mumbai, Hongkong und Athen. 2014/15 hatte Rank eine Gastprofessur an der Universität Bangkok inne.
Tobias Rank ist Vater von vier Söhnen. Er lebt in Leipzig und Setzsteig.

## Kompositionen

### Chor
- Drei Gesänge für vierstimmigen gemischten Chor a cappella nach Texten von Walther Rheiner (1988)
- Tira la piedra de hoy. Motette für vierstimmigen gemischten Chor a cappella nach einem Text von Juan Ramón Jiménez (1995)
- Fünf Madrigale für vierstimmigen gemischten Chor a cappella nach Texten von Juan Ramón Jiménez (1999)
- Recuerdos. Vier Gesänge für dreistimmigen gemischten Chor a cappella nach Texten von Juan Ramón Jiménez (2000)
- Durch viele Masken. Für dreistimmigen gemischten Chor a cappella nach Texten von Friederike Mayröcker (2001)
- Wirf den Stein von heute weg. Für vierstimmigen gemischten Chor a cappella nach einem Text von Juan Ramón Jiménez (2002)

### Solostimmen
- Drei Jimenez-Gesänge für Sopran, Alt und Traversflöte (1996)
- Orillas. Für Countertenor, zwei Tenöre und Bass nach einem Text von Juan Ramón Jiménez (1998)
- Einer Nur / Hochroth. Für drei Frauenstimmen a cappella nach Texten von Karoline von Günderode (2001)

### Singspiel
- Was ist los, Frosch? Singspiel für vier singende Schauspieler, Saxophon und Klavier nach einem Kinderbuch von Max Velthuijs (1996)

### Lied
- Ich lebe im Vielleicht. Liederzyklus nach Texten von Emmy Ball-Hennings für Gesang und Klavier (1996)
- Die Hochzeit. Lieder nach Texten von William Butler Yeats und Malcolm Lowry für Gesang und Klavier (1999)
- Leise schwimmt der Mond durch mein Blut. Liederzyklus nach Texten von Else Lasker-Schüler für Gesang, Klavier, Violine und Posaune (2000)
- Das Konzert. Lieder nach Texten von Christian Morgenstern für Gesang und Klavier (2004)
- Zinnober. Lieder nach Texten von Robert Gernhardt für Gesang und Klavier (2007)
- Über den Jägern jagt der größere Hund. Liederzyklus nach Texten von Peter Huchel für Gesang und Klavier (2007)
- Schließe mir die Augen beide. Lieder nach Texten von Theodor Storm für Gesang und Klavier (2008)
- Ich fühl mich so ausgedrückt. Lieder nach Texten von Helmut Krausser, Michael Lentz, Günter Kunert, Thomas Kunst und Fritz Eckenga für Gesang und Klavier (2017)
- Am liebsten sterbe ich im Mai. Lieder nach Texten von Louis Fürnberg für Gesang, Saxophon, Bassklarinette und Klavier (2020)

### Melodram
- Herr Tinnitus setzt seinen Fuß. Nach einem Text von Helene Krumbügel für Stimme und Klavier (2001)
- Romanze vom Monde, vom Monde. Nach einem Text von Federico Garcia Lorca (2002)
- Der Knabe im Moor. Nach einem Text von Annette von Droste-Hülshoff (2016)

## Preise
- Improvisationswettbewerb Leipzig 1994 – Sonderpreis
- Improvisationswettbewerb Bern 1996 – Förderpreis
- Jazz-Nachwuchspreis Leipzig 1996
- Puppet-Festival of Art  Prag 2002
- Festival Synagura Erfurt 2002 – Publikumspreis
- Festival Traumspiele NRW 2003 – Sonderpreis
- Festival der Kulturen Zagreb 2004 – Musikinnovationspreis
- Beethovenstiftung Bonn 2008 – "Beethoven+Film im öffentlichen Raum"
- Kinderkulturbörse München 2009 - 1. Preisträger